# Секулич, Степан
Степан «Юцко» Секулич (серб. Стјепан "Јуцко" Секулић; 22 февраля 1922 года, Слободница — 13/14 марта 1944 года, лес Жутицы, около села Ободово) — участник Народно-освободительной войны Югославии, Народный герой Югославии.

## Биография
Родился 22 февраля 1922 в Слободнице у Славонски-Брода. Серб по национальности. Окончил начальную школу в Слободнице, учился в гимназии в Славонски-Броде. Участвовал в акциях Союза коммунистической молодёжи Югославии, в том числе и в акциях протеста 60 семиклассников в 1940 году (за что был исключён из 7-го класса). Окончил Загребскую гимназию, где был секретарём школьной ячейки СКМЮ. После начала Апрельской войны бежал в Слободницу.
Секулич вместе с остальными юными коммунистами перешёл на нелегальное положение. Находился в болотистой части Елас-поля недалеко от родного села, 9 июля 1941 года принят в Коммунистическую партию Югославии. В конце лета 1941 года участвовал в акциях и диверсиях в Слободнице, Сибине и Стари-Слатнике. По приказу КПЮ вышел из подполья, чтобы установить связь с городами Славонска-Пожега, Нова-Градишка и Загреб. В августе 1941 года Степан был арестован после возвращения из Загреба и отправлен в лагерь у Славонски-Брода, но никого не выдал и в итоге был отпущен. Повторно арестован в декабре 1941 года и переведён в Загреб, а оттуда в концлагерь Ясеновац. Оттуда он сбежал, переплыв канал Струг и спрятавшись в железнодорожном вагоне, из которого выпрыгнул около Славонски-Брода и вернулся в Слободницу.
На территории, контролируемой партизанскими группами, Степан Секулич был назначен секретарём Славонско-Бродского окружного комитета СКМЮ, а затем секретарём Славонского областного комитета СКМЮ. На I съезде Объединённого союза антифашистской молодёжи Югославии (27—29 ноября 1942) в Бихаче Секулич представлял Славонию. Как член Хорватского краевого комитета СКМЮ он был избран и в Центральный комитет союза. Из-за начала битвы на Неретве он не мог уже вернуться в Славонию, поэтому присоединился к 6-й пролетарской ликской дивизии. В Славонию вернулся в марте 1943 года. Ещё раньше успел побывать в Кордуен, где участвовал в деятельности пленума Хорватского краевого комитета СКМЮ в Слуне. После конгресса попал в стычку с оккупантами и был ранен, некоторое время провёл в больнице.
Степан Секулич погиб ночью с 13 на 14 марта 1944 года во время переправы небольшой партизанской группы через Саву: группа была обстреляна из засады в лесу Жутицы около села Ободово (Турополе). 26 июля 1945 года посмертно награждён орденом и званием Народного героя Югославии по указу Президиума Антифашистского вече народного освобождения Югославии.